# Tibetsko-kanaurski jezici
Tibetsko-kanaurski jezici, jedna od glavnih skupina himalajskih jezika raširenih na područjima Indije, Nepala i Butana. Obuhvaća 94 jezika (po ranijoj klasifikaciji (93).
Dijeli se na uže skupine lepcha s jednim istoimenom jezikom; tibetskom sa (72); zapadnohimalajskom sa (20) jezika i neklasificiranim jezikom dzalakha [dzl] iz Butana.

## Klasifikacija
Sinotibetski jezici  (449)
Tibetsko-burmanski jezici  (435)
Himalajski jezici  (145)
Tibetsko-kanaurski jezici (94)
a) Lepcha (1) :
b) Tibetski jezici (72):
b1. Bodijski (1):
b2. Dhimal (2):
b3. Tamang (15):
b4. Tibetanski (53):
a. Centralni (18):
b. istočni (8):
c. sjeverni (3):
d. južni (12):
e. zapadni (6):
f. neklasificirani (4):
Gongduk [goe] (Butan)
Lhokpu [lhp] (Butan)
b5. neklasificirani (1): Monpa, Kalaktang [kkf] (Indija)
c) zapadnohimalajski jezici (20):
c1. Almora (4):
c2. istočni (2):
c3. Janggali (1):
c4. Kanauri (12):
Rongpo [rnp].
d) neklasificirani jezici:

## Vanjske poveznice
- Ethnologue (14th)